# Мирнаван Навави
Мирнаван Навави (англ. Mirnawan Nawawi, род. 19 сентября 1971, Малакка) — малайзийский хоккеист (хоккей на траве), нападающий. Участник летних Олимпийских игр 1992, 1996 и 2000 годов, бронзовый призёр летних Азиатских игр 1990 года, четырёхкратный чемпион Игр Юго-Восточной Азии 1995, 1997, 1999 и 2001 годов.

## Биография
Мирнаван Навави родился 19 сентября 1971 года в малайзийском штате Малакка.
Играл в хоккей на траве за «Банк Симпанан Насионал» (конец 80-х, 1998—2001), «Келаб Килат» (1991—1992), «Яясан Негери Сембилан» (1996), МППД (1997), «Артур Андерсен» (2002), «Эрнст энд Янг» (2003), «Сапуру» (2004), «Телеком Малайзия» (2005), «Кепонг Бару». Четырежды делал золотые дубли, выигрывая в одном сезоне чемпионат и Кубок страны (1992, 1996—1997, 2000). Кроме того, завоевал Кубок Малайзии в 2001 году.
В 1988 году выступал за юношескую сборную Малайзии на чемпионате мира.
В 1990 году в составе сборной Малайзии завоевал бронзовую медаль хоккейного турнира летних Азиатских игр в Пекине.
В 1992 году вошёл в состав сборной Малайзии по хоккею на траве на летних Олимпийских играх в Барселоне, занявшей 9-е место. Играл на позиции нападающего, провёл 7 матчей, забил 7 мячей (по три в ворота Объединённой команды и сборной Аргентины, один — Новой Зеландии).
В 1996 году вошёл в состав сборной Малайзии по хоккею на траве на летних Олимпийских играх в Атланте, занявшей 11-е место. Играл на позиции нападающего, провёл 7 матчей, забил 5 мячей (два в ворота сборной ЮАР, по одному — Южной Корее, США и Аргентине).
В 1998 году завоевал серебряную медаль хоккейного турнира Игр Содружества в Куала-Лумпуре.
В 2000 году вошёл в состав сборной Малайзии по хоккею на траве на летних Олимпийских играх в Сиднее, занявшей 11-е место. Играл на позиции нападающего, провёл 7 матчей, забил 1 мяч в ворота сборной Польши). Был знаменосцем сборной Малайзии на церемонии открытия Олимпиады.
Четырежды выигрывал золотые медали хоккейных турниров Игр Юго-Восточной Азии: в 1995 году в Чиангмае, в 1997 году в Джакарте, в 1999 году в Бандар-Сери-Бегаване, в 2001 году в Куала-Лумпуре.
В 1989—2002 годах провёл за сборную Малайзии 327 матчей.
По окончании игровой карьеры работал менеджером в хоккее на траве.